# 扎利茲尼齊亞 (科列茨區)
50°41′12″N 26°59′25″E / 50.68667°N 26.99028°E
扎利茲尼齊亞（烏克蘭語：Залізниця）是位於烏克蘭西北部里夫內州裏里夫內區的村莊，始建於1557年，面積1.38平方公里，2001年人口494，人口密度每平方公里358.3人。